# 若尾桂子
若尾 桂子（わかお けいこ、1981年5月27日 - ）は、日本の女優、タレント、劇作家、演出家であり、演劇ユニット・SHEROES（）主宰。神奈川県出身。フリーランス。
リミ☆ドル、4Ccrewというユニット活動もしていた。

## 人物
- 身長は、160センチメートル。
- 特技は、ヒップホップダンス・ジャズダンス。

## 出演

### 映画・ドラマ
- 『ブラザー☆ビート』（TBS） - 準レギュラー
- 『クロサギ』 第3話（TBS）
- 『TWILIGHT FILE』「影」 - 由美 役（MIRAI）
- 『ひいろ』 - 絵里 役
- 『心音』 - 四方山佳子 役（MIRAI）
- 『湘南爆走族2』
- 『ROUTE20 CRA CLUB 〜疾走の記憶〜』
- 『侵入者』 - 準主演：恭子 役
- 『そんなもんだろう』

### テレビ・バラエティ
- 『浜ちゃんと!』（読売テレビ制作日本テレビ系）
- 『こたえてちょーだい!』（フジテレビ）
- 『X'smap 〜虎とライオンと五人の男〜』（フジテレビ）
- 『男湯』（フジテレビ）
- 『24時間テレビ 「愛は地球を救う」』（日本テレビ）
- 『スナッチ』（毎日放送）
- 『トキメキGirlsSide』（WEBTV） - レギュラー
- 『NATSUKI'S情報メニュー』（WEB） - レギュラー
- 『カクヘン』（2008年、フジテレビ） - レギュラー

### ミュージックビデオ
- F.O.H「S.E.X featuring Rhymester」（リワインドレコード）
- Acid Black Cherry「愛してない」

### 舞台
- 『よろしく哀愁』（恵比寿・エコー劇場）
- 『抗菌バスターズ』
- 『ロマンチックが止まらない』
- 『URASHIMA』
- 『昇龍演舞』 - 文定 役
- 『ジャンプフェスタ』
- 『ラグナロック』 - 主演：ミーナ 役
- FREE(S)『メッキの王子とオタクの姫たち』（2019年7月17日 - 21日、ウッディシアター中目黒） - 出演・脚本[1]
- 『エグジスタンス〜居場所を求めて〜』（2020年9月20日 - 21日、渋谷区文化総合センター大和田 伝承ホール） - チユ 役[2]
- SHEROES 旗揚げ公演『ゾンビないと』（2023年5月11日 - 15日、アトリエ第Q藝術） - 成城マナ 役[3]
- Project Amythos 朗読公演『空の匣庭-Archives-』（2023年7月27日 - 30日、コフレリオ 新宿シアター） - リアトリス（レミエル）、リコリス 役[4]
- SHEROES Vol.2『その吸血鬼は死を願うあるいは幸せを』（2023年11月29日 - 12月3日、アトリエ第Q藝術） - カミ 役[5]
- Project Amythos『空の匣庭』（2022年12月24日 - 27日、六行会ホール[注釈 1] 2024年4月25日 - 29日、萬劇場）[7] - レミエル 役
- SHEROES Vol.3『結婚してもしなくても幸せに生きられるこの時代でサバイバルで人生を切り拓け！ 山あり谷あり雨あられ 迷わず行けよ行けばわかるさ これがあなたの生きるミチ』（2024年10月23日 - 27日、アトリエ第Q藝術） - ダハ・ミンミン 役[8]

### CM
- コロンビア Love Rainキャンペーン WEB広告（2008年）
- アルバム『ラブチューン』 スポットCM
- アレーン スポットCM
- 日産自動車 『日産6車種キャンペーン』
- サントリー 『C.C.レモン』
- NEC 『FOMA N2051』
- 福岡医健専門学校 『そんな人になる篇』